# Тай-цзу (династия Сун)
Чжа́о Куанъи́нь (кит. упр. 赵匡胤, пиньинь Zhào Kuāngyìn) (21 марта 927 — 14 ноября 976) — китайский император в 960—976 гг., основатель империи Сун. До прихода к власти — крупный военачальник империи Поздняя Чжоу. Участвовал в борьбе против объединённых сил киданей и государства Северная Хань. Во время похода 960 года при поддержке войск, которыми он командовал, провозгласил себя императором. Чжао Куанъинь успешно боролся против феодальной раздробленности. За 20 лет вновь подчинил Юг Китая, ограничил права военных наместников и крупных феодалов, назначая в округа и уезды чиновников из центра. Чжао Куанъинь сумел навести порядок в управлении и восстановить экзаменационную систему для чиновников; к власти снова пришли «мудрые министры» и «честные конфуцианские чиновники», знатоки поэзии и конфуцианской теории управления. Для крестьян была заметно снижена арендная плата за землю.
Процесс воссоединения земель, который он начал, в большей мере продолжил и завершил его младший брат и преемник царского титула, император Тай-цзун.
После смерти Чжао Куанъинь получил династическое Храмовое имя «Тай-цзу», что значит «Великий Предок».

## Биография

### Ранние годы
Родившийся в Лояне в семье военного командира Чжао Хунъина, Чжао Куанъинь вырос, преуспевая в стрельбе из лука. Однажды, оседлав дикого коня без уздечки, он стукнулся лбом о стену над городскими воротами и упал, но тут же вскочил на ноги и погнался за лошадью, в конце концов подчинив её себе и оставшись невредимым. В середине 940-х годов он женился на женщине по фамилии Хэ по договорённости с её отцом. После скитаний в течение нескольких лет, в 949 он присоединился к армии Го Вэя, цзедуши (военный губернатор) династии Поздняя Хань, и помог Го подавить восстание Ли Шоучжэня.

### Карьера при Поздним Чжоу
В 951 году Го Вэй восстал и создал  династию Поздняя Чжоу. Благодаря своим блестящим боевым навыкам Чжао Куанъинь был произведён в командиры дворцовой стражи. Чай Жун (император Шицзун Поздней Чжоу) часто встречался с Го Вэем и замечал потенциал Чжао Куанъина. Под его командованием Чжао Куанъинь был произведён в командиры кавалерийских частей. При Чай Жуне начался подъём Чжао Куанъина к власти.
Карьера Чжао Куанъина началась в битве при Гаопине, против союза династий Северная Хань и Ляо.
Это соперничество началось, когда Чай Жун взошёл на трон и Лю Чун решил работать с династией Ляо. В начальном противостоянии правый фланг армии, возглавляемый Фань Айнэном (樊愛能) и Хэ Хуэем (何徽), потерпел поражение. Глядя на ситуацию, Чжао Куанъинь и Чжан Юнде (張永德) возглавили 4000 элитных дворцовых войск, чтобы противостоять армии Ляо. Увещание Чжао Куанъина на верность императору быстро укрепили боевой дух. Небольшой отряд сдерживал большую армию Ляо, пока не прибыло подкрепление. В конце концов, успешные контратаки отбили Северную Хань обратно в Тайюань.
Победа подняла Чжао Куанъина на пост великого командира дворцовой стражи, а также реорганизовала и обучила их. Что ещё более важно, он развивал отношения с другими генералами и чиновниками, имеющих отношение к Главой Дворца, в том числе Ши Шоусинь, Ван Шэньци (王審琦), Ян Гуангуем (楊光義), Ван Чжэнчжун (王政忠), Лю Циньи (劉慶義), Лю Шоучжун (劉守忠), Лю Яньжан (劉延讓), Ми Синь (米信), Тянь Чжунцзинь (田重進), Пан Мэй, его брат Чжао Куанъи, Шэнь Илунь (沈義倫), Лу Сюцин, Чжао Пу (趙普), Чу Чжаофу (楚昭輔). В течение нескольких лет Чжао Куанъинь полностью контролировал дворцовую стражу и даже выработал при себе набор чиновников с упомянутыми выше людьми.
Вскоре он был назначен цзедуши (военным губернатором), контролирующим большую часть военной власти при Чай Жуне. Тем не менее, у него все ещё было два соперника — Чжан Юнде (зять Го Вэя) и Ли Чунцзинь (племянник Го Вэя). В 959 году Чжан Юнде был разжалован. После смерти Чай Жуна, трон Поздней Чжоу был оставлен его семилетнему сыну Го Цзунсюню, а второй соперник, Ли Чунцзинь, вскоре обнаружил, что ему не хватает политической поддержки. В результате Чжао Куанъинь смог использовать своё влияние, чтобы перевести Ли Чунцзиня в префектуру Ян в качестве цзедуши.

### Переворот на мосту Чэнь
В 960 году до канцлера Фан Чжи дошла весть, что династии Северная Хань и Ляо вновь объединились, чтобы снова вторгнуться в их пределы. Не проверив достоверность слухов, Фан Чжи отправил Чжао Куанъина сражаться с альянсом. После путешествия 40 ли, был шум, что «пророк» видел, как сражались два солнца, и что это означало передачу небесного мандата Чжао Куанъиню. История эффектно распространилась по всей армии: появилось недовольство «командованием» молодого императора и сдвиг лояльности к Чжао Куанъину. Через несколько дней, когда Чжао Куанъин был пьян в своей палатке, все войска не спали всю ночь; они взяли своё оружие и начали кричать. Чжао Пу И Чжан Куаньи, которые охраняли палатку, увидели ситуацию и вошли в палатку, чтобы разбудить Чжао Куанъина. Когда Чжао Куанъинь вышел, все войска закричали: «Армия без хозяина, мы хотим сделать генерала новым императором». Предположительно, Чжао Куанъинь взял власть неохотно, только по настоянию своих солдат. В полночь мятеж офицеров насильно подтолкнул Чжао Куанъина на трон; но, когда офицеры представили его войскам в качестве своего нового главнокомандующего, он отказался от имперского назначения, пока они не поклялись безоговорочно подчиняться ему как лидеру. Новости о восстании вскоре достигли двора, и начался хаос. Единственным человеком, который думал о сопротивлении, был Хань Тун, но он был убит одним из генералов Чжао Куанъина, когда вернулся домой.
Войдя в столицу, чтобы занять своё место на троне, Чжао Куанъин издал указ, запрещающий войскам грабить город или иным образом нарушать права населения.
С воротами, открытыми для Чжао Куанъина, он стал императором без сопротивления. Прежде чем канцлер Фан Чжи успел что-то сказать, один из генералов Чжао Куанъина направил на него меч и сказал: «У нас нет хозяев. Сегодня у нас должен быть император». После того как чиновники посмотрели друг на друга и поняли, что сопротивляться бесполезно, они все поклонились. Когда двор был под контролем, Чжао Куанъинь был официально провозглашён императором. Имя новой династии, Сун, было вдохновлено армией Чжао Куанъина, которой командовал в префектуре Сун.
После декларации Чжао Куанъинь отправил свергнутого молодого императора Го Цзунсюня с матерью в западную столицу (西京). Он лично приказал семье Чжао принять семью Чай на попечение своей семьи на протяжении многих поколений.

### Император династии Сун
В 960 году Чжао Куанъинь (известный теперь как император Тайцзу) помог воссоединить большую часть Китая после фрагментации и восстания между падением Тан в 907 году и созданием династии Сун. План, установленный во время правления Чай Жуна, состоял в том, чтобы сначала завоевать север, а затем юг. Во время правления императора Тайцзу произошла смена стратегии. Он завоевал все мелкие государства, такие как Поздняя Шу, Южная Хань и Южная Тан. Исключением была сильная Северная Хань на севере в Тайюане, поддерживаемая Ляо. Стратегия императора Тайцзу состояла в том, чтобы сначала захватить южные территории, потому что Юг был слабее Севера, поскольку династия Ляо поддерживала Северную Хань.
В 968 году император Тайцзу лично возглавил армию против Северной Хань. Сначала его войска прорвали оборону и осадили Тайюань, но в конечном итоге были вынуждены отступить после того, как он нанёс удар по обороне Северной Хань с кавалерией Ляо, пришедшей на помощь.
Император Тайцзу установил основные правила предшественников Сун и политику для более поздних сунских императоров. Он был известен своим расширением имперской экзаменационной системы таким образом, что большая часть государственной службы была набрана через экзамены (в отличие от Тан, где менее 10 % государственных служащих прошли через экзамены). Он также создал академии, которые давали большую свободу обсуждения и мысли, что способствовало росту научного прогресса, экономических реформ, а также достижений в области искусства и литературы.
Император Тайцзу хорошо известен тем, что взял власть военных под свой контроль, положив конец эпохе военачальников, и тем самым предотвратил любое другое восхождение к власти, как это сделал он. Став императором, он пригласил генеральных офицеров на пышный банкет, где убедил их всех уйти в отставку в качестве военачальников, чтобы пользоваться обширными поместьями и щедрыми пенсионными фондами и льготами, которые он затем предложил им. В какой-то момент во время пира новый император произнёс речь перед собравшимися там военными офицерами, которую он начал с выражения своей глубокой благодарности каждому из них за то, что они посадили его на трон, и что теперь, когда у него есть такая власть, он желает вознаградить их в меру своих возможностей; затем он сказал, что, по его мнению, все присутствующие поймут, что он не может чувствовать себя спокойно на своём новом троне, когда они продолжают командовать своими различными армиями войск; и он сказал, что если они должным образом рассмотрят последствия этого вопроса, то и они не будут. Затем он искренне пообещал, что они и их семьи будут жить в счастье и согласии, если они примут его предложение уйти в отставку с объявленными льготами: в конце концов, ни один из генералов не отказался от его условий.
Во многих сунских и более поздних источниках записана история «клятвы Тайцзу», которая запрещала его преемникам убивать учёных-чиновников. Однако эта история может быть более поздней конструкцией.

### Спор о смерти и наследовании
Император Тайцзу правил семнадцать лет и умер в 976 году в возрасте 49 лет. Любопытно, что ему наследовал его младший брат Чжао Куаньи (император Тайцзун), хотя у него было два взрослых сына — Чжао Дэчжао, князь Янь (951—979), и Чжао Дэфан, князь Цинь (959—981). В традиционных исторических источниках особое внимание уделяется роли матери Чжао Куанъина в принятии решения, которое было принято вскоре после провозглашения династии Сун (около 961 года). Так что почти на протяжении всего его правления было известно и принято, что Чжао Куаньи станет его преемником.
Существует очень популярная в фольклоре история, известная как «тени от свечи и звуки от топора», которая предполагает, что император Тайцзу был убит своим братом, который был за троном.